# Oakville (Iowa)
Oakville é uma cidade localizada no estado americano de Iowa, no Condado de Louisa.

## Demografia
Segundo o censo americano de 2000, a sua população era de 439 habitantes.
Em 2006, foi estimada uma população de 428, um decréscimo de 11 (-2.5%).

## Geografia
De acordo com o United States Census Bureau tem uma área de
1,1 km², dos quais 1,1 km² cobertos por terra e 0,0 km² cobertos por água. Oakville localiza-se a aproximadamente 172 m acima do nível do mar.

## Localidades na vizinhança
O diagrama seguinte representa as localidades num raio de 20 km ao redor de Oakville.